# Joseph Pierre-Louis
Joseph Nemours Pierre-Louis, född 1900, död 1966, var provisorisk president i Haiti 12 december 1956-4 februari 1957.